# Sestava hokejové reprezentace Čech na ME 1912
Český tým zde obhajoval titul mistra Evropy. Nováčkem mistrovství bylo mužstvo Rakouska sestavené z pražských Němců. O titul však hráli na závěr mistrovství zbývající dva účastníci. Zápas na ledě postiženém oblevou skončil remízou, s níž se ovšem Němci nesmířili.
Na kongresu tehdejší LIHG protestovalo Německo proti první brance a dosáhlo rozhodnutí o opakování zápasu. Na protest proti tomuto rozhodnutí rezignoval na funkci zakladatel LIHG a první předseda Louis Magnus. Na dalším kongresu bylo rozhodnuto o anulování mistrovství, protože Rakousko v době konání ještě nebylo členem LIHG.

## Tabulka
| Medaile | Mužstvo  |
| ------- | -------- |
| Zlato   | Čechy    |
| Stříbro | Německo  |
| Bronz   | Rakousko |

## Sestava
- Karel Wälzer
- Jan Palouš
- Otakar Vindyš
- Jan Fleischmann
- Jaroslav Jarkovský
- Josef Rublič
- Jaroslav Jirkovský
- Miloslav Fleischmann
- Josef Šroubek

Trenérem tohoto výběru byl
| Sestava hokejové reprezentace Čech na ME                  | Sestava hokejové reprezentace Čech na ME           | Sestava hokejové reprezentace Čech na ME                |
| --------------------------------------------------------- | -------------------------------------------------- | ------------------------------------------------------- |
| Předchůdce: Sestava hokejové reprezentace Čech na ME 1911 | 1912 Sestava hokejové reprezentace Čech na ME 1912 | Nástupce: Sestava hokejové reprezentace Čech na ME 1913 |